# Radynia
Radynia   (deutsch Raden, auch Raaden, tschechisch Radynia) ist eine Ortschaft in Oberschlesien. Der Ort liegt in der Gmina Głubczyce im Powiat Głubczycki in der Woiwodschaft Oppeln in Polen.

## Geographie

### Geographische Lage
Das Angerdorf Radynia liegt 15 Kilometer südwestlich der Kreisstadt und des Gemeindesitzes Głubczyce (Leobschütz) sowie 77 Kilometer südwestlich der Woiwodschaftshauptstadt Opole (Oppeln). Der Ort liegt in der Nizina Śląska (Schlesische Tiefebene) innerhalb des Płaskowyż Głubczycki (Leobschützer Lößhügelland). Der Ort liegt am südöstlichen Ausläufer des Zuckmanteler Berglands im Landschaftsschutzgebiet Mokre – Lewice (poln. Obszar Chronionego Krajobrazu Mokre – Lewice). Nördlich des Dorfes liegt die Cygańska Góra (Zigeunerberg) mit einer Höhe von 475 m. Durch den Ort fließt die Mohla (poln. Radynka).

### Nachbarorte
Nachbarorte von Radynia sind im Osten Mokre (Mocker), im Südosten Mokre-Kolonia (Kolonie Mocker) sowie im Südwesten Lenarcice (Geppersdorf).

## Geschichte

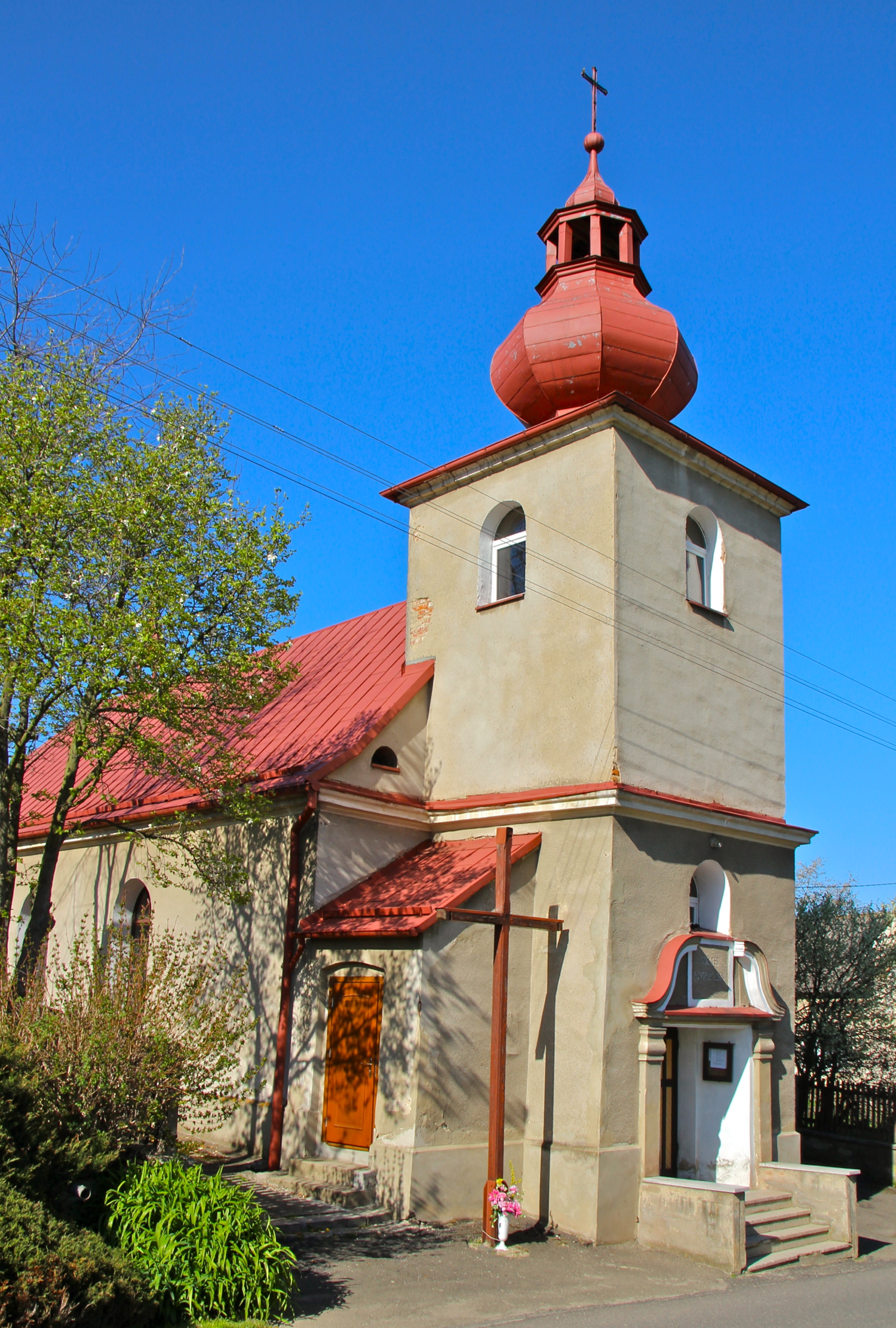
St. Anna

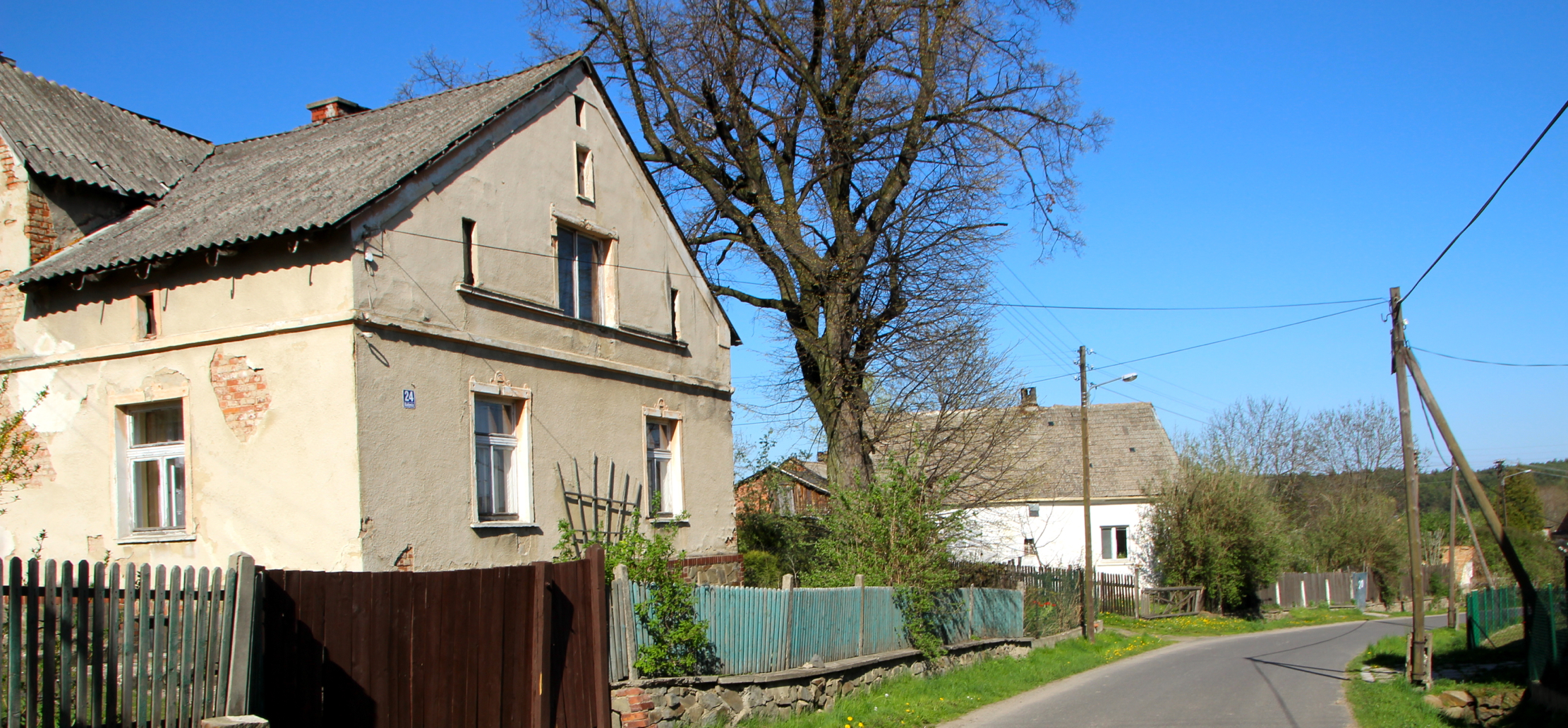
Dorfpartie

Der Ort wurde 1279 erstmals als Rod erwähnt. Der Ortsname leitet sich vom Personennamen Rad oder Rada her, das Dorf des Rad. Weitere Erwähnungen erfolgten 1320 als Rady sowie 1377 als Radin und Radikow.
Raden gehörte im Mittelalter und in der Neuzeit zum Herzogtum Troppau. Nach dem Ersten Schlesischen Krieg 1742 fiel Raden mit dem größten Teil Schlesiens an Preußen.
1809 wurde in Raden eine Schule eingerichtet. Nach der Neuorganisation der Provinz Schlesien gehörte die Landgemeinde Raden ab 1816 zum Landkreis Leobschütz im Regierungsbezirk Oppeln. 1820 wurde ein Schulgebäude errichtet. 1845 bestanden im Dorf eine Kapelle, eine katholische Schule und 51 Häuser. Im gleichen Jahr lebten in Raden 278 Menschen, davon war eine Person evangelisch. 1861 zählte Raden eine Erbrichterei, 7 Bauern, 21 Gärtner- und 16 Häuslerstellen. Zu Raden gehörte die Kolonie Stirnau. 1874 wurde der Amtsbezirk Pilgersdorf gegründet, welcher die Landgemeinden Pilgersdorf, Raden, Troplowitz und Troplowitz Städtel umfasste.
Bei der Volksabstimmung in Oberschlesien am 20. März 1921 stimmten in Raden 219 Personen für einen Verbleib bei Deutschland und 0 für Polen. Raden verblieb wie der gesamte Stimmkreis Leobschütz beim Deutschen Reich. 1924 wurde das Dorf elektrifiziert. 1929 entstand am westlichen Ortsausgang ein neues Feuerwehrhaus. 1933 zählte der Ort 242 Einwohner, 1939 wiederum 248. 1938 wurde ein neues Schulgebäude errichtet. Bis 1945 gehörte der Ort zum Landkreis Leobschütz. Mitte März flüchtete die Bevölkerung vor der heranrückenden Roten Armee. Durch Brandstiftung sowjetischer Truppen wurde ein Großteil der dörflichen Bebauung zerstört. 
Der bisher deutsche Ort kam unter polnische Verwaltung, wurde in Radynia umbenannt und der Woiwodschaft Schlesien angeschlossen. Im Mai 1945 kehrte ein Großteil der deutschen Bevölkerung von Raden zurück in den Ort. Aufgrund der zahlreichen zerstörten Wohnhäuser und Höfe mussten sich viele Familien die wenigen Wohnräume teilen. Durch übrig gebliebene Minen kamen in den folgenden Wochen mehrere Dorfbewohner um, darunter neun Kinder. Im August 1946 wurde die deutsche Bevölkerung von Raden vertrieben. Die Menschen wurden nach Köln und Hannover gebracht. 1950 wurde Radynia der Woiwodschaft Oppeln zugeteilt. 1999 wurde es Teil des wiedergegründeten Powiat Głubczycki.

## Sehenswürdigkeiten
- Die römisch-katholische Kirche St. Anna (poln. Kaplica św. Anny) wurde 1742 erbaut.[8] 1927 wurde das Langhaus erweitert und eine Sakristei angebaut.
- Steinernes Wegekreuz

## Söhne und Töchter des Dorfes
- Eduard Beigel (* 24. Mai 1907 in Raden; † 7. Dezember 1984 in Hildesheim),[9] deutscher römisch-katholischer Priester, nach der Vertreibung Kanonischer Visitator für das Generalvikariat Branitz, Mitglied der Deutschen Bischofskonferenz